# Missing Dots
Missing Dots ist ein Begriff aus der Druckersprache und bedeutet fehlende Rasterpunkte. Unter dem Mikroskop ist zu erkennen, dass bedrucktes Papier keineswegs glatt ist, sondern zahlreiche Unebenheiten aufweist. Bei einem 70er Raster befinden sich rund 4900 Näpfchen auf einem cm² der Druckform, die im Bruchteil einer Sekunde die in ihnen befindliche Druckfarbe an das Papier abgeben sollen. Gravierte Tiefdruckformen neigen zu Missing Dots, da einige Näpfchen wegen ihrer Formgebung zu wenig Farbe aufs Papier übertragen. Anhand der Zahl der Missing Dots wird von Fachleuten die Qualität der Tiefdruckprodukte beurteilt. Diesem Problem wird mit elektrostatischen Druckhilfen begegnet, die sich am Presseur befinden. Über das von der Druckhilfe erzeugte Spannungsfeld wird die Farbe vollständig aus den Näpfchen des Tiefdruckzylinders herausgezogen und auf den Bedruckstoff übertragen.